# More (film)
Pour les articles homonymes, voir More.
Pour plus de détails, voir Fiche technique et Distribution.
More est un film franco-germano-luxembourgeois de Barbet Schroeder, sorti en 1969 et qui raconte l'aventure d'un jeune Allemand, à qui une Américaine fait découvrir les plaisirs mais aussi l'enfer de la drogue. Tourné en pleine période hippie, le film se déroule en grande partie à Ibiza.
La bande originale, sortie en parallèle sur l'album More, est signée par Pink Floyd.

## Synopsis
Stefan, un jeune étudiant allemand, vient de finir ses études de mathématiques et décide de découvrir le monde. Il part en auto-stop pour Paris où il rencontre Charlie, joueur de poker et petit escroc, qui l'entraîne dans ses combines. Au cours d'une soirée, Stefan a le coup de foudre pour Estelle, une jeune Américaine qui va lui faire découvrir les plaisirs du sexe et de la drogue mais doit partir pour Ibiza. Il décide de l'y rejoindre et fera une descente aux enfers à cause de sa dépendance à la drogue.

## Fiche technique
- Titre : More
- Titre original : More
- Réalisateur : Barbet Schroeder
- Scénario : Barbet Schroeder et Paul Gégauff
- Photographie : Néstor Almendros
- Montage : Denise de Casabianca et Rita Roland
- Assistante Rédactrice : Miquette Giraudy
- Musique : Pink Floyd
- Production : Les Films du losange, Jet Films
- Pays de production : France, Allemagne de l'Ouest, Luxembourg
- Langue de tournage : anglais, français, allemand
- Genre : Drame psychologique
- Budget : 80 000€
- Durée : 114 minutes
- Date de sortie : mai 1969 (Festival de Cannes / Semaine de la critique) ; 21 octobre 1969 (sortie nationale)
- Affiche : Raymond Elseviers (Belgique)

## Distribution
- Mimsy Farmer : Estelle Miller
- Klaus Grünberg : Stefan Brückner
- Miquette Giraudy : Monique
- Georges Montant : Seller (non crédité[1])
- Henry Wolf : Henry
- Heinz Engelmann : Dr Ernesto Wolf
- Michel Chanderli : Charlie
- Louise Wink : Cathy

## Production
Barbet Schroeder, réalisateur franco-suisse, capte en direct l'émergence du mouvement hippie en Europe, et ce sont les premiers hippies français qu'on voit dans More. Les figurants du film ou seconds rôles ont été choisis parmi la faune de l'époque qui squattait dans les quartiers branchés de Paris. Le film est considéré par certains comme un véritable témoignage sociologique du mouvement hippie, un témoignage sans concession, puisqu'il retranscrit l'impasse que représente la consommation des drogues,.
À Paris, le tournage se fait notamment à l'hôtel La Louisiane, dans la chambre ronde 36 qui donne sur le carrefour de la rue de Seine et de la rue de Buci qui héberge les comédiens et le groupe Pink Floyd. L'essentiel du film est cependant tourné dans différents endroits de l'île d'Ibiza aux Baléares.

## Nominations et sélections
- Festival de Cannes 1969 : sélection à la Semaine de la Critique
- Festival de Cannes 2015 : sélection à Cannes Classics

### Article annexe
- Psychotrope au cinéma et à la télévision